# Vertrag von Berwick (1357)
Der Vertrag von Berwick war ein Abkommen zwischen England und Schottland. In dem am 3. Oktober 1357 in der Grenzstadt Berwick besiegelten Abkommen vereinbarten die beiden Reiche die Freilassung des in englischer Gefangenschaft befindlichen schottischen Königs David II. Für die Freilassung wurde ein hohes Lösegeld vereinbart, bis zu dessen vollständigen Bezahlung ein Waffenstillstand gelten sollte. Obwohl der Vertrag von Berwick kein Friedensabkommen war, beendete er faktisch den Zweiten Schottischen Unabhängigkeitskrieg.

## Vorgeschichte

### Gefangennahme des schottischen Königs und hohe Forderungen der Engländer
Der schottische König David II. war 1346 in der Schlacht von Neville’s Cross in englische Gefangenschaft geraten. Anstelle des Königs übernahm in Schottland Robert Steward als Guardian die Regierung. Im April 1348 erreichte eine vierköpfige schottische Delegation London, um über die Freilassung des Königs zu verhandeln. Der englische König Eduard III. verlangte für die Freilassung sowohl ein hohes Lösegeld wie auch politische Zugeständnisse. Dazu zählten eine Huldigung des schottischen Königs, Teilnahme des schottischen Königs am Krieg gegen Frankreich, Teilnahme des schottischen Königs an englischen Parlamenten und damit die Anerkennung der Oberhoheit des englischen Königs, Erbfolge des englischen Königs bei einem kinderlosen Tod des bislang kinderlosen schottischen Königs, Rückgabe von Ländereien an die sogenannten Enterbten und Übergabe von schottischen Burgen als Sicherheit für die Erfüllung der englischen Forderungen. Im März 1348 forderte das englische Parlament sogar, dass der schottische König unter keinen Umständen freigelassen werden sollte. Diese Forderung ignorierte Eduard III., doch in der Folge führte er die Verhandlungen mit den Schotten heimlich und über Mittelsmänner wie Ralph Neville. Auch Edward Balliol, der von Eduard III. und den Enterbten unterstützte schottische Gegenkönig, mischte sich in die Verhandlungen ein. Balliol führte Verhandlungen mit schottischen Baronen, um seinen Thronanspruch zu stärken, und war verständlicherweise strikt gegen eine Freilassung seines Gegenspielers David II.

### Langwährende Verhandlungen

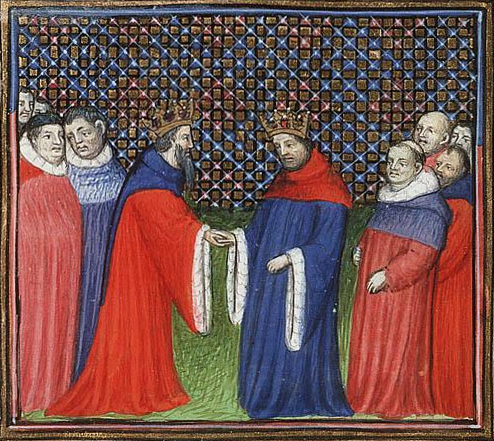
David II. (rechts) huldigt Eduard III. Buchmalerei, um 1410

1350 wandte sich David II. an Papst Clemens VI. Der Papst sollte den französischen König Philipp VI. bewegen, dass die Franzosen die Freilassung des schottischen Königs als Voraussetzung für einen Waffenstillstand im Krieg mit England fordern sollten. Der Papst gab diese Forderung an den französischen König weiter, doch dieser ignorierte sie. 1350 durfte der ebenfalls in Gefangenschaft geratene William Douglas of Liddesdale vermutlich nach Schottland reisen, um den schottischen Magnaten die Forderung Eduards III. nach einem Lösegeld in Höhe von £ 40.000 zu überbringen. Dazu bestand der englische König auf seiner Forderung, dass er der Erbe bei einem kinderlosen Tod von David II. sein würde. Diese Forderung bedrohte die schottische Unabhängigkeit, doch David II. erhoffte sich, dass eine Anerkennung dieser Forderung die Lösegeldsumme weiter reduzieren und die weiteren Forderungen des englischen Königs abmildern würde. Da David II. noch jung war, erwartete er auch, dass er noch Kinder und damit selbst Erben bekommen könne. Eine mögliche Thronfolge des englischen Königs zerstörte jedoch die Hoffnung von Robert Steward, dem Guardian und Neffen des Königs, der gemäß einer 1318 getroffenen Vereinbarung bislang der Thronerbe des schottischen Königs war. Die Verhandlungen über die Freilassung von David II. zogen sich deshalb weiter in die Länge. Vor Februar 1352 durfte David II. selbst nach Schottland reisen. In einem Parlament versuchte er vergeblich, seine Barone zur Annahme der englischen Forderungen zu bewegen. Anschließend kehrte er vereinbarungsgemäß vor dem 22. Juni 1352 als Gefangener in den Tower of London zurück. Eduard III. milderte daraufhin seine politischen Forderungen, unter anderem schlug er vor, dass Schottland bei einem kinderlosen Tod von David II. an einen seiner jüngeren Söhne fallen solle. Durch diese Erbfolge würde Schottland ein eigenes Reich bleiben. Dann reduzierte der englische König seine politischen Forderungen noch weiter, und nach weiteren Verhandlungen am 13. Juli 1354 unterzeichneten schottische und englische Unterhändler in Berwick eine Absichtserklärung, nach der David II. gegen die Zahlung eines Lösegelds von 90.000 Mark (umgerechnet £ 60.000) freikommen sollte. Die Summe sollte in neun Jahresraten gezahlt werden, und zur Absicherung der Zahlung sollten die Schotten zwanzig hochrangige Geiseln stellen. Dazu sollte ein zehnjähriger Waffenstillstand gelten. Der englische König traf schon Vorbereitungen, dass David II. im Oktober 1354 in Newcastle einer schottischen Delegation übergeben würde, doch dann ließen offenbar die Schotten die abschließenden Verhandlungen scheitern. Sie setzten stattdessen auf eine Wende im Krieg zwischen England und Frankreich. Tatsächlich erreichte 1355 eine kleine französische Streitmacht Schottland. Zusammen mit den Franzosen eroberten einige schottische Magnaten Ende 1355 Berwick. Daraufhin führte der englische König ein Heer nach Norden, worauf die Schotten im Januar 1356 die Stadt wieder räumten. Anschließend führte der englische König einen erfolglosen, aber zerstörerischen Vorstoß bis nach Haddington. Die Schotten antworteten darauf mit neuen Raubzügen nach Nordengland. Als nun die Gefahr bestand, dass es erneut zu einem zerstörerischen Grenzkrieg zwischen England und Schottland kommen würde, besiegte der englische Thronfolger Edward of Woodstock den französischen König Johann im Oktober 1356 in der Schlacht von Poitiers und nahm ihn gefangen. Damit verschwanden endgültig die Hoffnungen der Schotten, mit Unterstützung Frankreichs die Freilassung ihres Königs zu erreichen. Am 17. Januar 1357 ernannte eine von Robert Steward geleitete Ratsversammlung die Mitglieder einer Gesandtschaft, die neue Verhandlungen über die Freilassung von David II. führen sollte.

## Neue Verhandlungen 1357 und Vertragsabschluss in Berwick
Die schottische Gesandtschaft erreichte im Mai 1357 London. Das Ergebnis ihrer Verhandlungen wurde vor dem 26. September 1357 in einer neuen Ratsversammlung in Edinburgh diskutiert. Dann wurden sechs Gesandte bestimmt, die die abschließenden Verhandlungen in Berwick führen sollten. Am 28. September 1357 wurde David II. nach Berwick gebracht, wo am 3. Oktober das Abkommen über seine Freilassung besiegelt wurde. Danach sollte Schottland insgesamt 100.000 Mark Lösegeld zahlen, das ab Mittsommer 1358 in zehn Jahresraten gezahlt werden sollte. David II. sollte unmittelbar nach Vertragsschluss freikommen, doch zur Sicherung der Zahlung des Lösegelds mussten die Schotten zwanzig hochrangige Geiseln stellen. Die Geiseln sollten ritterlich behandelt werden, doch selbst die Kosten für ihre Geiselhaft tragen. Die Geiseln durften von Zeit zu Zeit ausgetauscht werden. Bis zur vollständigen Bezahlung des Lösegelds sollte ein Waffenstillstand gelten. Falls Schottland mit der Lösegeldzahlung in Verzug geraten sollte, dann sollte sich David II. wieder in englische Gefangenschaft begeben müssen. Dazu wurden den Schotten bei einem Vertragsbruch strenge kirchliche Sanktionen angedroht. Auf weitergehende politische Forderungen verzichtete der englische König, da er erkannt hatte, dass die Schotten sie kaum akzeptieren würden. Nach der Besiegelung des Abkommens wurde David II. am 7. Oktober 1357 nach fast elfjähriger Gefangenschaft frei gelassen. Am 6. November 1357 erkannte ein in Scone versammeltes schottisches Parlament den Vertrag an. Bei diesem Parlament waren erstmals Vertreter aller drei Stände, Prälaten, Magnaten und Vertreter der Städte vertreten.

## Folgen
Der Vertrag von Berwick beinhaltete nur einen Waffenstillstand. Die schottische Königin Johanna reiste zu Friedensgesprächen zu ihrem Bruder, dem englischen König, und im Februar 1359 reiste David II. selbst zu neuen Verhandlungen nach London. Diese Verhandlungen über einen Friedensschluss blieben aber erfolglos. Daraufhin nahmen die Schotten 1359 wieder Kontakt mit Frankreich auf. Nach einem neuen englischen Feldzug in Frankreich musste dieses aber 1360 den Vertrag von Brétigny und damit einen langjährigen Waffenstillstand mit England schließen. Dennoch stoppten die Schotten nach 1360 die Zahlung der Raten des Lösegelds. 1365 kam es zu neuen Verhandlungen mit England, worauf ein neuer, bis Februar 1370 befristeter Waffenstillstand vereinbart wurde. Die Schotten mussten am 20. Mai 1365 einer Erhöhung der Lösegeldsumme um ein Drittel auf £ 100.000 zustimmen. Dafür sollte das Lösegeld ab dem 2. Februar 1366 in jährlichen Raten von nur noch £ 4000 gezahlt werden. Als der 1365 vereinbarte vierjährige Waffenstillstand 1370 auszulaufen drohte, erfolgten neue Verhandlungen. In diesen erreichten die Schotten 1369, dass die Höhe des noch zu zahlenden Lösegelds auf 56.000 Mark reduziert wurde. Dies bedeutete wieder eine Verringerung der Gesamtsumme um ein Drittel von £ 100.000 auf 100.000 Mark. Die verbliebene Summe sollte nun in vierzehn Jahresraten zu je 4000 Mark gezahlt werden. Als David II. am 22. Februar 1371 starb, war nur etwa die Hälfte des ursprünglich vereinbarten Lösegelds gezahlt worden. Der neue König Robert II., der ehemalige Guardian, schloss zwar am 28. Oktober 1371 den Vertrag von Vincennes mit Frankreich, in dem er das gegen England gerichtete Bündnis bekräftigte. Dann stimmte er jedoch einer Verlängerung des Waffenstillstands mit England bis 1384 und der Weiterzahlung des Lösegelds in jährlichen Raten von 4000 Mark zu. Nach dem Tod von Eduard III. 1377 zahlten die Schotten noch einmal mit 2000 Mark die Hälfte der vereinbarten Rate des Lösegelds, danach stoppten sie endgültig die Ratenzahlungen. Damit blieben 24.000 Mark des Lösegelds unbezahlt. Aufgrund der unruhigen innenpolitischen Lage während der Herrschaft von Richard II. ergriff die englische Regierung zunächst aber keine weiteren Maßnahmen. Bereits 1378 begann mit gegenseitigen Überfällen ein neuer, langanhaltender Grenzkrieg in den Scottish Borders. Als der Waffenstillstand am 2. Februar 1384 endgültig auslief, kam es erneut zu offenen Feindseligkeiten, doch die Engländer unternahmen nicht mehr den ernsthaften Versuch, Schottland zu erobern. Die Konflikte zwischen England und Schottland dauerten aber mit Unterbrechungen bis ins 16. Jahrhundert an.